# Erik Gilissen
Erik Gilissen (Bilzen, 19 september 1968) is een voormalig Belgisch Vlaams-nationalistisch politicus voor het Vlaams Belang.

## Levensloop
Gilissen werd beroepshalve van 2013 tot 2019 IT-beheerder en programmeur bij een bedrijf in Heusden.
Voor Vlaams Belang was hij van januari 2019 tot juni 2024 gemeenteraadslid van Beringen. 
Bij de federale verkiezingen van 26 mei 2019 werd Gilissen vanop de derde plaats van de Limburgse VB-lijst met 9.733 voorkeurstemmen eveneens verkozen in de Kamer van volksvertegenwoordigers. In de Kamer ging hij zich voornamelijk bezighouden met het beleid rond digitalisering en privacybescherming. In juni 2024 werd hij als lijstduwer niet herkozen, waarna Gilissen besloot om de politiek te verlaten.
Na zijn politieke carrière werd Gilissen productievoorbereider en softwareprogrammeur bij een ramenleverancier in Pelt.